# Philippe d'Ibelin (mort en 1304)
Pour les articles homonymes, voir Philippe d'Ibelin.
Philippe d'Ibelin (mort en 1304), connétable de Chypre est le fils de Baudouin d'Ibelin, sénéchal de Chypre, et d'Alice de Bessan.
Il s'est marié vers 1253 avec Simone de Montbéliard, fille d'Eudes de Montbéliard, bailli et connétable du royaume de Jérusalem, et de son épouse Echive de Saint-Omer, princesse de Galilée et de Tibériade. Ils ont eu la descendance suivante :
- Balian d'Ibelin († 1315) ;
- Baudouin d'Ibelin ;
- Guy d'Ibelin ;
- Hugues d'Ibelin ;
- Marguerite d'Ibelin ;
- Helvis d'Ibelin ;
- Alice d'Ibelin, mariée à Gautier de Bethsan († 1315) ;
- Echive d'Ibelin, mariée à Gautier de Dampierre sur Salon, puis à Hugues d'Ibelin, seigneur de Crusoche ;
- Marie d'Ibelin mariée à Guy d'Ibelin, comte de Jaffa.